# 444411 Lutherbeegle
444411 Lutherbeegle este o planetă minoră (asteroid) din centura de asteroizi. A fost descoperită pe 25 decembrie 2005 la Mount Lemmon⁠(d) de Mount Lemmon Survey⁠(d). 
Obiectul prezintă o orbită caracterizată de o semiaxă mare de 2,3774723557344 UAi, o excentricitate de 0,063732240922225, o înclinație de 2,183510511831 ° în raport cu ecliptica.